# Santa Cruz (Praia da Vitória)
Santa Cruz da Praia da Vitória es una freguesia portuguesa perteneciente al municipio de Praia da Vitória, situado en la Isla Terceira, Región Autónoma de Azores. Posee un área de 30,15 km² y una población total de 6 171 habitantes (2001). La densidad poblacional asciende a 204,7 hab/km².
Se encuentra a una latitud de 38° 73' N y una longitud 27° 4' O. La freguesia se encuentra a 1 m s. n. m.